# Pakt (serial telewizyjny)
Pakt – polski telewizyjny serial kryminalny, wyprodukowany i emitowany przez HBO Polska od 8 listopada 2015 do 25 grudnia 2016. Pierwsza seria była adaptacją norweskiego serialu Układ. Fabuła drugiej serii powstała na podstawie oryginalnego polskiego scenariusza. Serial jest przeznaczony dla widzów powyżej 18 roku życia.

## Fabuła

### Seria pierwsza
Serial ukazuje historię, osadzoną w realiach współczesnej Polski. Piotr Grodecki, dziennikarz śledczy opiniotwórczego dziennika „Kurier”, wpada na trop dużej afery finansowej. Okazuje się, że sprawa ma dla niego osobisty wymiar – jest w nią bowiem zamieszany jego brat Daniel. Mimo sprzeciwu redakcji udaje się mu doprowadzić do publikacji o kulisach afery, która wzbudza zainteresowanie opinii publicznej. Z pomocą Weroniki, agentki CBŚ, Grodecki odkrywa jednak jej drugie dno. Kiedy wydaje się, że wyjaśnił już zagadkę, na jego oczach Daniel popełnia samobójstwo, a sam dziennikarz dostaje tajemniczą wiadomość. Sprawa zaczyna się komplikować, zataczając coraz szersze kręgi wśród ludzi polityki oraz wielkiego biznesu. W tajemniczych okolicznościach ginie kilku z nich. Okazuje się, że historia ma swój początek w czasach transformacji ustrojowej Polski na przełomie lat 80. i 90. Pokolenie, które wtedy wkraczało w dorosłość to ludzie, którzy często zrobili szybkie, spektakularne kariery lub zdobyli, nie zawsze legalnie, wielkie pieniądze. Teraz przychodzi im zapłacić za wybory i decyzje z przeszłości.

### Seria druga
Grodecki wpada na trop skandalu seksualnego, w który zamieszany jest jeden z ministrów. Z determinacją walczy, aby ujawnić niewygodne szczegóły zdarzenia. Stoi przed nim podwójnie trudne zadanie – odkrycie prawdy oraz ochrona wykorzystanej seksualnie młodej ofiary. Jednocześnie na Górnym Śląsku dochodzi do tragicznego wypadku w kopalni. Doprowadza on do konfrontacji, między przybyłym na miejsce katastrofy premierem, a silną i pełną ideałów prezydent Bytomia, Anną Wagner. Od tego momentu zaczyna się medialna walka o to, czyja wersja zdarzeń jest prawdziwa. Splot wypadków destabilizuje sytuację polityczną w Polsce.

## Główni bohaterowie

### Obie serie
- Marcin Dorociński – Piotr Grodecki, dziennikarz śledczy
- Witold Dębicki – Andrzej, szef dziennika Kurier[4]
- Adam Woronowicz – Dariusz Skalski, minister gospodarki, który w imieniu polskiego rządu prowadzi negocjacje w sprawie podpisania traktatu energetycznego[5]
- Mariusz Bonaszewski – premier
- Sebastian Fabijański – asystent Skalskiego

### Seria pierwsza
- Magdalena Cielecka – Ewa, żona Daniela[6]
- Edward Linde-Lubaszenko – Tadeusz, ojciec Piotra  i Daniela[6]
- Anna Radwan – Elżbieta, naczelnik Wydziału do Zwalczania Zorganizowanej Przestępczości Ekonomicznej, szefowa Weroniki[4]
- Marta Nieradkiewicz – Weronika, analityczka w Centralnym Biurze Śledczym Policji, przyjaciółka Piotra[4]
- Marcin Wojciechowski – Kuba, syn Ewy i Piotra[6]
- Alicja Dąbrowska – Monika, młoda dziennikarka[4]
- Jacek Poniedziałek – Daniel, dyrektor finansowy fundacji firmy Hydro, brat Piotra[5]
- Marcin Perchuć – Grzegorz, biznesmen i finansista[5]
- Magdalena Boczarska – Iwona[5]
- Piotr Fronczewski  – Lech Strojnowski, profesor ekonomii[7]
- Janusz Chabior – biznesmen
- Grzegorz Damięcki – Tomasz Nawrot, biznesmen
- Wojciech Mecwaldowski – Rafał, redaktor działu miejskiego "Kuriera"
- Rafał Maćkowiak – policjant

### Seria druga
- Magdalena Popławska – Anna Wagner, prezydent Bytomia[8][9]
- Zbigniew Zamachowski – Roman Hanus, śląski przedsiębiorca[8]
- Borys Szyc – Łukasz Seidler, właściciel Tygodnika[9]
- Łukasz Simlat – Sebastian Malik[9][10]
- Roman Gancarczyk – szef Departamentu Kontrwywiadu Agencji Biura Wewnętrznego[9]
- Kinga Preis – Olga Rosińska, redaktor naczelna Tygodnika[10]
- Filip Pławiak – Szymon Bielik, asystent Anny
- Przemysław Bluszcz – Wojciech Janiak

## Lista odcinków

### Seria pierwsza
| Nr | # | Tytuł        | Reżyseria    | Scenariusz            | Data premiery (HBO) |
| -- | - | ------------ | ------------ | --------------------- | ------------------- |
| 1  | 1 | Ofiara       | Marek Lechki | Przemysław Nowakowski | 8 listopada 2015    |
| 2  | 2 | Przebudzenie | Marek Lechki | Joanna Pawluśkiewicz  | 15 listopada 2015   |
| 3  | 3 | Zstąpienie   | Marek Lechki | Andrzej Gołda         | 22 listopada 2015   |
| 4  | 4 | Przymierze   | Marek Lechki | Przemysław Nowakowski | 29 listopada 2015   |
| 5  | 5 | Odkrycie     | Marek Lechki | Joanna Pawluśkiewicz  | 6 grudnia 2015      |
| 6  | 6 | Dzień Sądu   | Marek Lechki | Andrzej Gołda         | 13 grudnia 2015     |

### Seria druga
| Nr | # | Tytuł  | Reżyseria    | Scenariusz                                       | Data premiery (HBO) |
| -- | - | ------ | ------------ | ------------------------------------------------ | ------------------- |
| 7  | 1 | Upadek | Leszek Dawid | Marcin Kubawski, Maciej Kubicki                  | 20 listopada 2016   |
| 8  | 2 | Zdrada | Leszek Dawid | Andrzej Gołda, Maciej Kubicki                    | 27 listopada 2016   |
| 9  | 3 | Zamach | Leszek Dawid | Jarosław Kamiński, Maciej Kubicki                | 4 grudnia 2016      |
| 10 | 4 | Rozłam | Leszek Dawid | Jarosław Kamiński, Maciej Kubicki                | 11 grudnia 2016     |
| 11 | 5 | Spisek | Leszek Dawid | Marcin Kubawski, Maciej Kubicki                  | 18 grudnia 2016     |
| 12 | 6 | Układ  | Leszek Dawid | Marcin Kubawski, Miłosz Sakowski, Maciej Kubicki | 25 grudnia 2016     |

## Nominacje do nagród

### Filmweb
2016
- Nagroda Filmwebu - Najlepszy serial  - za sezon pierwszy[11]